# Petr Klímek
Petr Klímek (* 13. února 1974 Vsetín) je český ekonom a vysokoškolský pedagog.

## Biografie
Nejprve studoval v letech 1993 až 2002 na Fakultě managementu a ekonomiky (FaME) ve Zlíně, spadající pod Vysoké učení technické (VUT) v Brně, kde získal titul inženýra. Když k 1. lednu 2001 vznikla Univerzita Tomáše Bati (UTB) ve Zlíně, Petr Klímek přestoupil v roce 2002 jako asistent na Fakultu managementu a ekonomiky Univerzity Tomáše Bati ve Zlíně. V roce 2003 absolvoval doktorský studijní program Ekonomika a management s disertační prací „Získávání znalostní z podnikových dat“. Později působil jako odborný asistent a od roku 2009 je docentem FaME na UTB ve Zlíně.
Po obhajobě habilitační práce „Využití metod a softwarových nástrojů statistiky a data miningu v praxi a ve výuce na UTB ve Zlíně“ 4. prosince 2009 byl jmenován docentem 1. ledna 2010.
Napsal dvanáct monografií, příruček a učebnic nebo knih týkajících se používání programů xl statistics a gretl v oblasti statistiky a ekonometrie.

## Publikace
výběr
- Statistické metody pro ekonomy. UTB ve Zlíně, Zlín 2001, ISBN 80-7318-013-8.
- s Františkem Pavelkou: Aplikovaná statistika. FaME, Zlín 2000, ISBN 80-214-1545-2.
- Získávání znalostí z podnikových dat (data mining). Disertační práce. FaME, UTB ve Zlíne, Zlín 2003.
- Aplikovaná statistika pro ekonomy. UTB ve Zlíně. Zlín 2003, ISBN 80-7318-013-8.
- Aplikovaná statistika. Cvičení. UTB ve Zlíně. Zlín 2004, ISBN 80-7318-253-X.
- Ekonometrie. Studijní pomůcka pro distanční studium. UTB ve Zlíně. Zlín 2004. / Vyd. 3, Zlín 2010, ISBN 978-80-7318-942-6.
- Úvod do ekonometrie a hospodářské statistiky. UTB ve Zlíně. Zlín 2006, ISBN 80-7318-427-3.
- Ekonometrie. Cvičebnice. UTB ve Zlíně. Zlín 2007, ISBN 978-80-7318-578-7.
- Ekonomické aplikace statistiky a data miningu. Nakladatelství Martin Stříž, Bučovice 2008, ISBN 978-80-87106-10-5.
- s Pavlem Střížem, Vladimírem Rytířem: Základy pravděpodobnosti a matematické statistiky. Nakladatelství Martin Stříž, Bučovice 2008, ISBN 978-80-87106-15-0.
- s Martinem Kováříkem: Metody statistické analýzy počet pravděpodobností v programu XLStatistics. UTB ve Zlíně. Zlín 2011, ISBN 978-80-7454-011-0.
- s Martinem Kováříkem: Využití matematicko-statistických metod v řízení kvality. Georg, Žilina 2011, ISBN 978-80-89401-54-3.